# Bzová
Bzová (en allemand : Hollern) est une commune du district de Beroun, dans la région de Bohême-Centrale, en République tchèque. Sa population s'élevait à 448 habitants en 2020.

## Géographie
Bzová se trouve à 4 km au nord-ouest de Žebrák, à 18 km au sud-ouest de Beroun et à 46 km au sud-ouest du centre de Prague.
La commune est limitée par Broumy au nord, par Březová à l'est, par Točník au sud, et par Drozdov et Líšná à l'ouest.

## Histoire
La première mention écrite de la localité date de 1390.